# Gran Premio di automobilismo

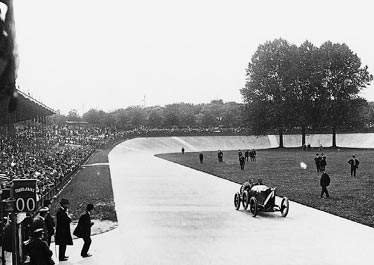
Georges Boillot taglia vittorioso il traguardo del Gran Premio di Francia 1912 a Dieppe

Il Gran Premio di automobilismo (in inglese Grand Prix motor racing) è una corsa automobilistica di velocità in circuito.
Questi tipi di corse hanno le loro radici nelle prime gare per le automobili che iniziarono in Francia attorno al 1894. Si è gradualmente evoluto dalla semplice corsa su strada da una città a un'altra, fino alle corse di durata per macchine e piloti. Le innovazioni tecniche e di guida, unite a un grado di competizione sempre più elevato, portavano di frequente le vetture a superare i 160 km/h, ma poiché le gare si svolgevano su strade aperte vi erano incidenti frequenti che non di rado risultavano fatali per i piloti e gli spettatori.

## Storia

### Corse organizzate
Un evento fondamentale nella storia delle corse avvenne nel 1900 quando James Gordon Bennett Jr. (1841–1918), il proprietario del quotidiano New York Herald e dell'International Herald Tribune a Parigi organizzò la Coppa Gordon Bennett in Europa, una gara annuale che ebbe rilevanza internazionale. Ogni nazione aveva il diritto di schierare tre vetture. Seguendo l'esempio di Bennett, nel 1904 William Kissam Vanderbilt II lanciò la Coppa Vanderbilt a Long Island, negli Stati Uniti. Influenzato da questi eventi, Louis Chevrolet (1878–1941), nato in Svizzera e aiutante in una casa automobilistica francese decise di emigrare negli Stati Uniti. A partire dal 1910 sarebbe diventata una delle maggiori personalità delle corse americane e il progettista delle vetture per la General Motors che portano il suo nome.

### Il primo gran premio
Nel 1906 la prima, e a quel tempo unica, gara a portare la definizione Grand Prix ("gran premio") venne organizzata dalla Automobile Club de France (ACF), e disputata nell'arco di due giorni nel mese di giugno. Il circuito, localizzato nei dintorni di Le Mans aveva forma triangolare e ciascun giro copriva la distanza di 105 km (65 miglia). Sei giri vennero percorsi in ciascuna delle due giornate, e ciascuna tornata veniva percorsa in circa un'ora dalle vetture, a livello tecnico relativamente primitive, del tempo. Dei trentadue iscritti, rappresentanti dodici diverse case costruttrici, l'ungherese Ferenc Szisz (1873–1944) vinse la gara percorrendo i 1260 km a bordo di una Renault precedendo di circa 30 minuti l'italiano Felice Nazzaro su FIAT.
Le corse in quel periodo possedevano un assunto fortemente nazionalista, con alcuni Paesi che organizzavano gare per conto proprio, senza avere una formalità di campionato. Le regole variavano da nazione a nazione e da corsa a corsa ed erano centrate tipicamente attorno al massimo (non il minimo) peso della vettura in uno sforzo per limitare in maniera indiretta le prestazioni del motore (10–15 Litri di capienza del serbatoio, usualmente con non meno di quattro cilindri, per circa 50 cavalli di potenza). Le automobili avevano due meccanici a bordo insieme col pilota, al quale non era permesso intervenire per guasti durante la gara, ad eccezione di questi due.
Il fattore chiave della vittoria della Renault nel primo gran premio fu l'uso di ruote smontabili (forniti dalla Michelin) che permettevano il cambio dello pneumatico in corsa senza la necessità di smontare e rimontare lo pneumatico e la camera d'aria. Considerando lo stato del fondo stradale dell'epoca, questo tipo di riparazioni era frequente.

### La nascita dei circuiti
Per la maggior parte, le gare si disputavano su lunghi percorsi in strade aperte al traffico regolare e non sui circuiti privati appositamente costruiti. Questo fu il caso del citato Gran Premio di Francia del 1906, corso sulle strade attorno a Le Mans e naturalmente l'italiana "Targa Florio" (corsa sulle 93 miglia di strade della Sicilia), il circuito tedesco Kaiserpreis (75 miglia sulle montagne del Taunus), e il circuito francese di Dieppe (circa 48 miglia), usato per il Gran Premio del 1907. Le eccezioni ci furono per quello a forma ovoidale di Brooklands in Inghilterra, completato nel 1907, l'Indianapolis Motor Speedway, inaugurato nel 1909 e con la prima edizione della 500 Miglia di Indianapolis nel 1911 e l'Autodromo Nazionale Monza, in Italia, aperto nel 1922.
Sempre nel 1922 l'Italia fu la prima nazione fuori dalla Francia a ospitare una gara automobilistica utilizzando il termine Grand Prix (o Gran Premio), corsa a Monza. L'esempio viene immediatamente seguito in Belgio e Spagna (dal 1924) e più avanti da molte altre nazioni. In massima sintesi queste corse non avevano ancora la formalità di aggiudicare un qualsiasi campionato, ma erano una modesta porzione di gare disputate con regole varie. Il termine "Formula" inteso come un numero di regole alle quali i partecipanti dovevano in qualche modo adeguarsi appare poco dopo la fine della prima guerra mondiale, denominato "Formula Grand Prix" basata sul peso della vettura e la potenza del motore, ma non è stata universalmente adottata.
Nel 1924 molti club dell'automobile nazionali si riunirono insieme sotto la forma della AIACR (Association Internationale des Automobile Clubs Reconnus, in italiano "Associazione Internazionale degli Automobile Club Riconosciuti"), i quali sotto l'egida della CSI (Commission Sportive Internationale, in italiano "Commissione Sportiva Internazionale") stabilirono di regolamentare i gran premi e altre forme di corse internazionali. Sin dal principio dei Gran Premi, le gare erano corse in accordo con una "Formula" basata sul peso della vettura e la potenza del motore. Questi regolamenti vennero praticamente abbandonati nel 1928, quando cominciò un'era denominata come "Formula Libera" quando gli organizzatori di gare decisero di far disputare eventi automobilistici senza alcuna limitazione. Dal 1927 al 1934 il numero di corse disputate utilizzando il termine Grand Prix crebbe in grande misura: si passò dai cinque eventi del 1927, ai nove del 1929 fino ai diciotto del 1934 (il picco massimo in un anno, prima della seconda guerra mondiale).

### Gli anni precedenti la seconda guerra mondiale
Nomi importanti, sia privati sia case automobilistiche, emersero durante gli anni venti e trenta, periodo di cambiamenti fondamentali a livello di progettazione e ingegneristica delle vetture:
- Alfa Romeo
- Ettore Bugatti
- Enzo Ferrari
- Vittorio Jano
- Alfieri Maserati
- Mercedes-Benz
- Harry A. Miller
- Ferdinand Porsche

Il Gran Premio di Monte Carlo del 1933 fu il primo nella storia dell'automobilismo dove la griglia di partenza venne determinata dal tempo ottenuto in qualifica e non dal sorteggio. Tutte le auto in competizione erano dipinte in base ai seguenti colori internazionali:
- blu per la Francia
- verde per la Gran Bretagna
- rosso per l'Italia
- giallo per il Belgio
- bianco per la Germania (poi argento).

A partire dal 1934 la Germania smise di pitturare di bianco le sue vetture, dopo che la Mercedes-Benz W25 smise tale pratica nel tentativo di ridurre il peso. Il metallo delle vetture tedesche, non dipinto, fece nascere il mito delle "Silberpfeil" ("Frecce d'argento").
Le vetture francesi continuarono a dominare (su tutte la Bugatti, ma bisogna includere anche la Delage e la Delahaye) fino ai tardi anni venti, quando le marche italiane (Alfa Romeo e Maserati) iniziarono a sconfiggere con regolarità i francesi. In quel tempo, l'unico veicolo da corsa progettato dalla Germania fu quello con il corpo aerodinamico denominato Teardrop (letteralmente "Lacrima Versata") della Benz, introdotto al Gran Premio d'Europa del 1923 da Karl Benz.
Negli anni trenta i nazionalismi entrarono in una nuova fase quando il nazismo incoraggiò la Mercedes e la Auto Union alla vittoria per glorificare il Terzo Reich. Tale incoraggiamento veniva anche attraverso aiuti finanziari che, fino a poco tempo fa, si credevano consistenti: invece, attraverso approfonditi studi, si è scoperto che i sussidi governativi elargiti alle due case automobilistiche ammontavano soltanto attorno al 10% dei costi per la competizione. Le due marche tedesche entrarono in forze nei gran premi dopo che il regolamento per le vetture impose un peso massimo di 750 kg, grazie alle più avanzate tecnologie metallurgiche della propria industria nazionale poterono costruire auto più leggere che potevano ospitare motori di cilindrata superiore alla concorrenza e dominarono il periodo dal 1934 al 1939, vincendo praticamente tutto tranne tre gare soltanto. A quel tempo le macchine erano a posto singolo (i posti per i meccanici scomparvero nei primi anni venti) con motori supercompressi da 8 a 16 cilindri che producevano oltre 600 cavalli di potenza alimentati da benzina mista ad alcool.
Nei primi giorni di ottobre del 1923 l'idea di un campionato automobilistico venne discussa nella conferenza annuale tenuta in autunno dalla AIACR a Parigi. Naturalmente, la discussione verteva attorno al crescente interesse per le gare dal pubblico e dalle case costruttrici, culminata nell'organizzazione del primo Gran Premio d'Europa a Monza nel 1923. La prima edizione del campionato automobilistico mondiale si tenne nel 1925, ma era soltanto per case costruttrici e consisteva in quattro gare per un totale di circa 800 km di distanza. Le gare che formavano quel primo campionato dei costruttori furono la 500 Miglia di Indianapolis, il Gran Premio d'Europa, quello francese e quello italiano. Il campionato si disputò anche nel 1926 e 1927. Un campionato europeo comprendente i maggiori Gran Premi in un buon numero di nazioni e denominato Grandes Epreuves venne istituito per i piloti nel 1935 e si disputò per i cinque anni precedenti l'inizio della seconda guerra mondiale nel 1939.

### Gli anni del dopoguerra e la Formula 1
Nel 1946, dopo la fine della seconda guerra mondiale, c'erano solamente quattro gare disputate con il termine Grand Prix. Le regole per istituire un “Grand Prix World Championship” vennero accantonate prima del conflitto, ma vennero riprese alcuni anni più tardi e nel 1947, quando la vecchia AIACR si riorganizzò come la "Fédération Internationale de l'Automobile" (Federazione Internazionale dell'Automobile) o "FIA" in breve, stabilì la nascita di una nuova "Formula" inizialmente denominata A e diretta discendente della "Formula Grand Prix" dei primi anni '20. Stabilito il quartier generale a Parigi, alla fine della stagione di corse del 1949 annunciò la selezione di alcuni gran premi validi per il campionato mondiale piloti di Formula 1 per la stagione 1950.
Il primo gran premio valido per il titolo fu il Gran Premio di Gran Bretagna, disputato il 13 maggio 1950 a Silverstone e conquistato da Nino Farina su Alfa Romeo con il debuttante modello "159". Alle sei gare europee venne aggiunta la 500 Miglia di Indianapolis, ma il progetto fallì poiché i piloti americani, di mentalità e con specifiche tecniche troppo diverse, non venivano a correre in Europa. Inoltre, la scarsa competitività di tante vetture di Formula 1 e anche sopravvenute difficoltà economiche costrinsero la Federazione negli anni 1952 e 1953 a far gareggiare macchine di Formula 2 per poter continuare. Dal 1954 si tornò alla formula abituale, le vetture di Formula 2 gareggeranno in un campionato per conto proprio e, almeno fino al 1967, potevano partecipare ai gran premi della massima formula senza ottenere punti iridati.
Le gare di "Formula Libre" continuarono ancora a disputarsi nei primi anni del campionato di Formula 1 ed erano molto popolari nei paesi latini e nel Sud America, e le corse di durata su strada aperta per vetture di categoria differente alla Formula 1 (organizzate in campionato mondiale per vetture sport, prototipi e GT) erano ancora molto seguite dalla gente, che si assiepava fino ai bordi delle strade. A seguito delle gravi tragedie avvenute durante la 24 Ore di Le Mans nel 1955 e soprattutto quella verificata durante la Mille Miglia del 1957 venne deciso il bando alle corse disputate su strade aperte al traffico. Anche la Formula 1 tentò di adeguarsi, ma ancora nei circuiti e su qualche fondo stradale ci furono diversi incidenti anche mortali prima di affrontare seriamente la questione della sicurezza.
Ancora l'Italia si comportò bene nei primi campionati mondiali di Formula 1, sia nei piloti sia nei costruttori. Il primo campione del mondo fu Nino Farina, a bordo di una Alfa Romeo. La Ferrari apparve alla seconda prova del campionato a Monte Carlo e fu la sola scuderia a competere in tutte le edizioni del campionato fino a oggi.

## Campionati
- Campionato mondiale costruttori: dal 1925 al 1927.
- Campionato europeo di automobilismo: 1931, 1932 e dal 1935 al 1939.

## Gare

### Grandi Prove

#### 1900-1909
| NR | 1900 | 1901 | 1902 | 1903 | 1904 | 1905 | 1906    | 1907    | 1908    | 1909 |
| -- | ---- | ---- | ---- | ---- | ---- | ---- | ------- | ------- | ------- | ---- |
| 1  | -    | -    | -    | -    | -    | -    | Francia | Francia | Francia | -    |

#### 1910-1919
| NR | 1910 | 1911 | 1912    | 1913    | 1914    | 1915 | 1916 | 1917 | 1918 | 1919 |
| -- | ---- | ---- | ------- | ------- | ------- | ---- | ---- | ---- | ---- | ---- |
| 1  | -    | -    | Francia | Francia | Francia | -    | -    | -    | -    | -    |

#### 1920-1929
| NR | 1920 | 1921    | 1922    | 1923     | 1924     | 1925     | 1926          | 1927          | 1928     | 1929     |
| -- | ---- | ------- | ------- | -------- | -------- | -------- | ------------- | ------------- | -------- | -------- |
| 1  | -    | Francia | Francia | Indy 500 | Indy 500 | Indy 500 | Indy 500      | Indy 500      | Indy 500 | Indy 500 |
| 2  | -    | Italia  | Italia  | Francia  | Francia  | Belgio   | Francia       | Francia       | Italia   | Francia  |
| 3  | -    | -       | -       | Italia   | Italia   | Francia  | San Sebastian | Spagna        | -        | -        |
| 4  | -    | -       | -       | -        | -        | Italia   | Gran Bretagna | Italia        | -        | -        |
| 5  | -    | -       | -       | -        | -        | -        | Italia        | Gran Bretagna | -        | -        |

Note
Le gare evidenziate in corsivo erano valide come Gran Premio d'Europa.
Le gare evidenziate in grigio erano valide come prove del Campionato mondiale costruttori.

#### 1930-1939
| NR | 1930     | 1931     | 1932     | 1933    | 1934     | 1935     | 1936     | 1937     | 1938     | 1939     |
| -- | -------- | -------- | -------- | ------- | -------- | -------- | -------- | -------- | -------- | -------- |
| 1  | Indy 500 | Italia   | Italia   | Monaco  | Monaco   | Monaco   | Monaco   | Belgio   | Francia  | Belgio   |
| 2  | Belgio   | Francia  | Francia  | Francia | Francia  | Francia  | Germania | Germania | Germania | Francia  |
| 3  | Francia  | Belgio   | Germania | Belgio  | Germania | Belgio   | Svizzera | Monaco   | Svizzera | Germania |
| 4  | -        | Germania | -        | Italia  | Belgio   | Germania | Italia   | Svizzera | Italia   | Svizzera |
| 5  | -        | -        | -        | Spagna  | Italia   | Svizzera | -        | Italia   | -        | -        |
| 6  | -        | -        | -        | -       | Spagna   | Italia   | -        | -        | -        | -        |
| 7  | -        | -        | -        | -       | -        | Spagna   | -        | -        | -        | -        |

Note
Le gare evidenziate in corsivo erano valide come Gran Premio d'Europa.
Le gare evidenziate in grigio erano valide come prove del Campionato europeo di automobilismo.

#### 1940-1949
| NR | 1940 | 1941 | 1942 | 1943 | 1944 | 1945 | 1946 | 1947     | 1948          | 1949          |
| -- | ---- | ---- | ---- | ---- | ---- | ---- | ---- | -------- | ------------- | ------------- |
| 1  | -    | -    | -    | -    | -    | -    | -    | Svizzera | Monaco        | Gran Bretagna |
| 2  | -    | -    | -    | -    | -    | -    | -    | Belgio   | Svizzera      | Belgio        |
| 3  | -    | -    | -    | -    | -    | -    | -    | Italia   | Francia       | Svizzera      |
| 4  | -    | -    | -    | -    | -    | -    | -    | Francia  | Italia        | Francia       |
| 5  | -    | -    | -    | -    | -    | -    | -    | -        | Gran Bretagna | Italia        |

### Altri Gran Premi
- Gran Premio dell'Avus
- Gran Premio di Bari
- Gran Premio della Marna
- Gran Premio di Belgrado
- Coppa Acerbo
- Coppa Ciano
- Gran Premio della Cecoslovacchia
- Gran Premio di Donington
- Gran Premio di Enna
- Gran Premio d'Olanda
- Gran Premio di Ungheria
- Gran Premio di Milano

- Mille Miglia
- Gran Premio del Marocco
- Gran Premio di Napoli
- Gran Premio di Pau
- Gran Premio del Penya Rhin
- Targa Florio
- Gran Premio di Tripoli
- Gran Premio di Tunisi
- Gran Premio degli Stati Uniti
- Vanderbilt Cup
- Gran Premio di Zandvoort

## Piloti
Nella lista seguente vengono indicati i maggiori piloti dell'era dei gran premi, incluse alcune donne che gareggiarono da pari a pari con gli uomini:
- Antonio Ascari
- Robert Benoist
- Clemente Biondetti
- Georges Boillot
- Manfred von Brauchitsch
- Malcolm Campbell
- Rudolf Caracciola
- e  Luigi Chinetti
- Louis Chiron
- Albert Divo
- René Dreyfus
- Philippe Étancelin
- Luigi Fagioli
- Nino Farina (primo campione del mondo di Formula 1)
- Enzo Ferrari
- Jules Goux
- Eliška Junková
- Hermann Lang
- Christian Lautenschlager
- Emilio Materassi
- Hermann Paul Müller
- Felice Nazzaro
- Guy Moll
- Hellé Nice
- Tazio Nuvolari
- Kay Petre
- Charles Pozzi
- Georges Philippe (Barone Philippe de Rothschild)
- Bernd Rosemeyer
- Richard Seaman
- Henry Segrave
- Raymond Sommer
- Whitney Willard Straight
- Hans Stuck
- e  Ferenc Szisz
- Achille Varzi
- Emilio Villoresi
- Luigi Villoresi
- William Grover-Williams
- Jean-Pierre Wimille
- Juan Zanelli